# Anni Baobei
Anni Baobei (安妮宝贝S), pseudonimo di Li Jie (励婕S, Lì JiéP; Ningbo, 11 luglio 1974), è una scrittrice, editrice e saggista cinese, i cui romanzi sono stati inizialmente pubblicati online. Il suo primo racconto pubblicato in formato cartaceo è stato Goodbye Vivian (2000)
Soprannominata dai lettori e dai fan "Flower in the Dark" (fiore nell'oscurità) a causa dei temi di solitudine e isolamento dei suoi romanzi, nel 2014 ha cambiato il suo pseudonimo in Qingshan (庆山).
Le sue opere sono state pubblicate anche in riviste letterarie cinesi quali Harvest, Writers ed Elle.

## Biografia
Diplomatasi alla scuola superiore di Ningbo nel 1992, l'allora Li Jie è entrata nel mondo del lavoro nel 1995 come impiegata nella filiale di Ningbo della Bank of China. Dopo essersi trasferita a Pechino, ha iniziato a lavorare nel campo dell'editoria prima di diventare scrittrice.
È nell'ottobre del 1998 che ha adottato lo pseudonimo Anni Baobei (Annie Baby), pubblicando il primo racconto Goodbye Vivian su internet.
Nel gennaio del 2000 è invece avvenuto il passo verso la pubblicazione cartacea, quando la scrittrice ha pubblicato Goodbye Vivian come raccolta di racconti. La raccolta include racconti brevi come Qiyue e Anshen (dalla quale sono stati tratti diversi adattamenti cinematografici e televisivi), Nuan Nuan e Sette anni, i cui temi comuni sono la solitudine, l'isolamento e la predestinazione. Le storie esplorano l'interiorità delle protagoniste, per lo più ragazze.
Nel 2005 i temi delle opere di Anni Baobei hanno compiuto una svolta verso la maturità, marcata dalla pubblicazione del romanzo Lotus nel 2006, e la scrittrice è stata indetta nell'Associazione degli Scrittori Cinesi.
Dal marzo del 2011, Anni Baobei è stata scelta come caporedattrice della rivista di arte e letteratura Dafang, che tuttavia ha cessato le pubblicazioni a novembre dello stesso anno. Ad aprile dell'anno successivo, è stata scelta come parte della delegazione di scrittori cinesi che hanno partecipato alla Fiera del Libro di Londra, insieme al vincitore del Premio Nobel per la letteratura Mo Yan.

## Vita privata
La scrittrice vive a Pechino e ha una figlia, nata il 1º ottobre 2007.

## Opere

### Raccolte di racconti e saggi
- Goodbye Vivian (2000)
- August Never Ends (八月未央, 2001)
- 瞬間空白 (Temporarily blank, non accreditata, 2001)
- 薔薇島嶼 (Rose Island, 2002)
- 清醒紀 (Sober time, 2004)
- 素年錦時 (2007)
- 眠空 (Sleepless, 2013)
- 且以永日 (2013)
- 得未曾有 (Never have, pubblicata con il nome di Qingshan, 2014)

### Romanzi
- The Flower across the Bank (2001)
- Two and Three Matters (2004)
- Lotus (2006)
- Padma[13] (2008)
- Spring Banquet (2011)
- Shamo Valley (2019)

### Altre pubblicazioni
- Rose di Cina. Racconti di scrittrici cinesi (a cura di Maria Gottardo e Monica Morzenti, Edizioni E/O): raccolta di racconti di Bing Xin, Zhang Ailing, Wang Anyi, Tie Ning, Chi Zijian, Lin Bai, Zhang Jie, Chi Lie e Anni Baobei (2003)[14]
- La via della scelta (選擇之道, raccolta in collaborazione con Feng Tang, Zhang Yueran, Chun Shu, Cai Jun et al) (2009)
- Month (rivista 月, edizione speciale in collaborazione con Hansey e Run Yue) (2009)
- Dafang (rivista letteraria cinese, editrice, dal 2011)

## Adattamenti televisivi e cinematografici
- Soul Mate (film 2016): adattamento di Qiyue e Ansheng (七月与安生), racconto incluso nella raccolta Goodbye Vivian, con protagoniste Sandra Ma e Zhou Dongyu
- Another Me (serie televisiva 2019): adattamento di Qiyue e Ansheng (七月与安生), con protagonisti Shen Yue, Chen Duling e Xiong Ziqi
- Beautiful Reborn Flower (serie televisiva 2019): adattamento di The Flower across the Bank (彼岸花), con protagonisti Song Weilong, Lin Yun, Peter Ho e Li Xin'ai
- Endless Summer (film 2019): adattamento di August Never Ends (八月未央), con protagonisti Luo Jin, Zhong Chuxi e Tan Songyun